# Cycle de la Compagnie noire
 (avril 2023).
Si vous disposez d'ouvrages ou d'articles de référence ou si vous connaissez des sites web de qualité traitant du thème abordé ici, merci de compléter l'article en donnant les références utiles à sa vérifiabilité et en les liant à la section « Notes et références ».
Pour les articles homonymes, voir Compagnie noire.
Le Cycle de la Compagnie noire (titre original : The Black Company) est une série de romans de fantasy écrite par Glen Cook, et traduite en français par Alain Robert et Frank Reichert. L'ambiance sombre et dénuée de tout manichéisme le fait souvent classer dans la catégorie dark fantasy.

## Résumé du tome un
La Compagnie noire est une troupe de mercenaires dont l'histoire, relatée dans ses annales, s'étend sur près de quatre cents ans. Elle vaque de par le monde depuis sa création en se vendant au plus offrant, capable de s'installer parfois dans une contrée durant trente années ou bien pour une durée très limitée. Elle ne recrute que rarement, et à la condition que le postulant ait rompu avec son passé, ses drames personnels, etc. La Compagnie est considérée par ses soldats comme un refuge, mais aussi comme une famille qu'on ne peut plus quitter après l'avoir intégrée.
Le cycle des Livres du Nord tenu par « Toubib », le médecin de la Compagnie, débute à une période où la Compagnie noire est au service du « Syndic », le seigneur contesté de la ville de Béryl : les tentatives d'insurrection menées par les « Bleus », un groupe d'opposants, se multiplient d'une façon alarmante. Le Capitaine de la Compagnie peine de plus en plus à le protéger des complots et des soulèvements populaires, mais le respect du contrat conclu l'empêche de l'abandonner à son sort, malgré le péril encouru par la Compagnie qui a déjà perdu un certain nombre d'hommes.
C'est alors qu'un immense navire noir accoste à Béryl. Son commandant, un étrange personnage vêtu de noir à la tête masquée par un morion et s'exprimant à l'aide de voix multiples, est au service de la Dame : cette sorcière maléfique, femme du défunt Dominateur et puissante magicienne, souhaite asservir l'ensemble des terres du nord et étendre ainsi son empire. Dix sorciers extrêmement redoutables et corrompus, les « Asservis », sont à son service et mènent les batailles en son nom.
Volesprit, le commandant du navire, est un Asservi. Son but est d'envahir Béryl au nom de la Dame. Il propose à la Compagnie noire de le laisser tuer le Syndic, afin d'annuler le contrat qui leur impose d'assurer sa protection, puis de la prendre ensuite à son service en leur permettant d'échapper au courroux de la population. La Compagnie hésite, avant d'être confrontée à une panthère-garou manipulée. Le carnage qui s'ensuit et la vulnérabilité du Syndic ne laisse plus d'autre choix à la Compagnie que de rejoindre Volesprit et de se soumettre à la Dame. Volesprit la conduit alors vers le Nord afin de venir en aide au Boiteux, un autre Asservi en difficulté face aux troupes rebelles en lutte contre les forces du Mal. Les deux Asservis - Volesprit et Boiteux - se détestant, la Compagnie va cependant vite comprendre que les deux sorciers l'utilisent comme un pion dans leurs luttes d'influence auprès de la Dame, pendant qu'une étrange relation faite de soumission et de respect s'installe entre Volesprit et Toubib.
La Dame étant entourée d'un tel mystère, elle inspire à Toubib des romances à l'eau de rose. Volesprit tombe sur ces écrits et rectifie sa vision des choses : « Elle est belle avec un cœur de pierre, prie le ciel de ne jamais la rencontrer ». Ceci alimente encore plus les fantasmes de l'annaliste. La Dame à son tour s'intéresse à lui pour son rôle d'historien de la compagnie.

## Les autres tomes
Dans les autres tomes, le lecteur suit la Compagnie dans les Livres du Nord, au cours d'une folle aventure s'étendant sur des milliers de kilomètres durant laquelle ils endureront de graves troubles et de grandes périodes de difficulté.
Dans une deuxième partie, la compagnie va migrer vers le sud en quête de leur origine, le mythique Khatovar. Sur son chemin, ils comprendront bien vite qu'ils sont attendus mais pas forcément les bienvenus. La compagnie sera le fer de lance d'un conflit opposant Taglios aux Maîtres d'Ombres car c'est leur seul moyen de progresser. Il y a toujours une place pour l'idylle entre Toubib et la Dame mais celle-ci sera des plus complexes car un opposant revenu de très loin mettra son grain de sel.

## Originalité du traitement
En choisissant la forme du « carnet de bord », l'auteur prend à contrepied la façon traditionnelle d'aborder la fantasy, généralement dotée d'un style assez sophistiqué. Dans un premier temps, les romans se présentent sous la forme de journaux quotidiens tenus par l'un des membres de la Compagnie, surnommé l'annaliste, qui écrit à la première personne. Son écriture est affublée des défauts coutumiers d'un journal : style brutal, direct et concis, les membres de la Compagnie ne sont pas décrits au lecteur lors de leur introduction (puisqu'ils sont censés avoir été présentés dans les annales précédentes), peu de paysages, vision subjective des faits, ellipses, certains événements de moindre importance relatés en détail quand certaines grandes batailles se déroulent hors-champ…
Il est toutefois à noter que l'histoire peut changer de champ et n'est pas uniquement relatée par l'annaliste du moment. On se retrouve souvent avec deux histoires concomitantes, d'un côté celle à la première personne, rédigée par l'annaliste donc, et de l'autre, un déroulement de faits classique, se focalisant sur un personnage ou un groupe de personnages. L'intrigue va petit à petit se développer en rapprochant ces deux histoires jusqu'à ce qu'elles interagissent complètement (par exemple dans le tome deux).
Sur l'originalité du fond, l'histoire racontée par l'annaliste place la Compagnie du côté des « méchants » qu'elle sert, bien que celle-ci ne soit pas totalement dépourvue d'honneur et de moralité : on peut assister assez fréquemment à des prises de conscience de l'annaliste face aux pire horreurs (torture, viol…). C'est donc un point de vue neutre qui nous est proposé, de la part d'un homme pris en tenaille entre les forces du Bien et du Mal, mais l'auteur prend soin de jouer sur l'ambiguïté de ces notions en exposant les actes barbares des rebelles (comme la torture) ou bien les qualités humaines des « méchants » (bienveillance de la Dame et de Volesprit envers la Compagnie).
Dans cet univers, on ne trouve pas les créatures fantastiques « classiques » de la fantasy (elfes, nains, etc., quoiqu'une brève allusion aux nains, probablement ceux du dessin animé de Blanche Neige par Walt Disney, soit faite dans le second tome de L'eau dort en tant que créatures imaginaires), comme c'est souvent le cas dans les œuvres plus traditionnelles. La magie occupe en revanche une très grande place, non seulement en raison de la présence de sorciers dans les rangs de la Compagnie, mais également à cause d'un nombre important de grands sorciers qui détiennent souvent un pouvoir énorme, chez leurs alliés comme chez leurs ennemis (les Dix Asservis, les généraux adverses, etc.). La magie donne également lieu à des passages humoristiques destinés à détendre l'ambiance lorsque Qu'un Œil et Gobelin s'affrontent à coups de sortilèges tous plus imaginatifs les uns que les autres. Toutefois, les affrontements sont généralement menés par les armes, mis à part quelques grandes batailles axées sur la sorcellerie.
Dans cet univers sombre, la vie des héros n'a pas une grande valeur, bien que des liens étroits lient les membres de la Compagnie, qui se considèrent tous comme des frères. Les personnages principaux ne sont pas beaucoup plus épargnés que les autres, et peuvent mourir à tout moment : une des hantises de l'annaliste est d'oublier de mentionner un décédé, ce qui équivaudrait à un oubli total de son existence.
La Compagnie est en constante évolution : à la suite de leur engagement dans les rangs de la Dame, ils vont connaître une grande décroissance, et presque l'extinction à certains moments. On assiste donc à un véritable combat pour sa survie. Les différents cycles se déroulant sur de nombreuses années, l'annaliste change de temps en temps, mais le style de l'auteur reste sensiblement le même.
Ces éléments font de cette série une œuvre originale dans un domaine habituellement très balisé.

## Titres VF et VO
Le Cycle de la Compagnie noire comprend plusieurs cycles.
| Parution française | Parution originale | Annaliste              |
| --- | --- | ---------------------- |
| Les Livres du Nord - La Compagnie noire, 1998 - Le Château noir, 1999 - La Rose blanche, 1999                                                              | Books of the North - The Black Company, 1984 - Shadows Linger, 1984 - The White Rose, 1985                                 | Toubib Toubib          |
| Les Livres du Sud - Jeux d'ombres, 2001 - Rêves d'acier, 2001                                                                                              | Books of the South - Shadow Games, 1989 - Dreams of Steel, 1990                                                            | Toubib Madame          |
| Les Livres de la pierre scintillante - Saisons funestes, 2003 - Elle est les ténèbres 1 & 2, 2004 - L'eau dort 1 & 2, 2004 - Soldats de pierre 1 & 2, 2004 | Books of the Glittering Stone - Bleak Seasons, 1996 - She is the Darkness, 1997 - Water Sleeps, 1999 - Soldiers Live, 2000 | Murgen Roupille Toubib |
| (Nom de cycle inconnu pour le moment) | (Idem) - A Pitiless Rain, ? - Port of Shadows, 2018                                                                        | ? Toubib               |
| (Série dérivée) La Pointe d'argent, 2002 | (Spin-off) - The Silver Spike, 1989                                                                                        | Casier                 |

## Le Tonk
Le Tonk est un jeu de cartes traditionnel anglo-saxon de la famille du Rami dont une variante est décrite par Glen Cook dans son Cycle de la Compagnie noire. Les soldats de la Compagnie noire s'adonnent constamment à ce jeu de cartes lors de leurs moments libres. Il y est souvent fait référence durant les annales.

## Éditions françaises
- Première édition en format broché : éditions L'Atalante
- Première édition en format poche : éditions J'ai lu SF, à partir de 2005